# 김한규 (1974년)
김한규(金翰奎, 1974년 7월 1일~)는 대한민국의 법조인, 정치인이다. 제21·22대 국회의원이다. 2022년 6월 재보궐선거에서 당선되었다. 2024년 4월 제22대 총선에서 재선되었다.

## 학력
- 대기고등학교 졸업
- 서울대학교 사회과학대학 정치학 학사
- 서울대학교 대학원 법학 석사[1]
- 하버드 대학교 로스쿨 법학 LL.M.

## 생애
본관은 광산이다. 병원장이던 아버지 김헌구(金憲求)의 아들로 태어났다. 조부 김영국(金英國)은 제주지방법원장이었으며, 증조부는 김창언(金昌彦)이다. 고향인 제주도 제주시로 이사하여 제주시에서 초·중·고등학교를 졸업했다.
1999년 제41회 사법시험에 합격하였다. 2002년 사법연수원 수료 후 대한민국 해군 군법무관으로 임관하여 병역의 의무를 이행했다. 전역 후 2005년 4월에 김앤장 법률사무소에 입사하였다.
2012년에 미국 하버드 대학교에서 법학석사(LL.M) 과정을 마치고 뉴욕주 변호사 자격을 획득하였다.
2018년에 온라인으로 더불어민주당에 입당했다. 제21대 국회의원 선거에서 청년우선 전략선거구로 지정된 서울특별시 강남구 병에 전략공천으로 출마하였으나 2위로 낙선하였다. 더불어민주당 강남구 병 지역위원장을 역임했다.
2021년 6월 문재인 대통령 비서실 정무비서관으로 내정되었다.
2022년 6월 재보선을 앞두고 더불어민주당의 제주시 을 국회의원 보궐선거 후보로 전략공천됐다. 선거 결과 승리를 거두며 제21대 국회에 입성하였다. 2024년 4월 제22대 국회의원 선거에서 승리를 하며 재선되었다.

## 경력
- 1999년: 제41회 사법시험 합격
- 2002년: 대법원 사법연수원 제31기(변호사 자격 취득)
- 2002년 4월~2005년 3월: 대한민국 해군 군법무관(대위 전역)
- 2005년 4월~2021년 6월: 김앤장 법률사무소 변호사(공정거래, 준법경영 분야 전문)
- 2013년 2월: 미국 뉴욕주 변호사 자격 취득
- 2018년: 더불어민주당 입당
- 2018년 4월~2018년 5월: 제7회 전국동시지방선거 더불어민주당 박원순 서울특별시장 후보 선거대책위원회 부대변인
- 2018년 11월~2020년 8월: 더불어민주당 부대변인
- 2019년 1월~: 한국공유경제진흥원 법률자문위원
- 2019년 3월~: 사람예술학교 법률고문
- 2019년 5월~: 덕명학원 법률자문위원
- 2019년 7월~2020년 10월: 민생경제지원단 공동위원장
- 2019년 9월~: 민주평화통일자문회의 상임위원
- 2020년 5월~2022년 4월: 더불어민주당 서울특별시당 강남구 병 지역위원회 위원장
- 2020년 9월~2021년 5월: 더불어민주당 법률대변인
- 2020년 10월~2021년 5월: 더불어민주당 정책위원회 부의장
- 2020년 11월~2021년 4월: 더불어민주당 2021년 재보궐선거 기획단 위원
- 2020년 12월~2021년 4월: 더불어민주당 더혁신위원회 위원
- 2021년 6월~2022년 4월: 문재인 대통령비서실 정무비서관[5]
- 2022년 6월 1일: 2022년 6월 재보궐선거 당선(제주 제주시 을, 더불어민주당, 초선)
- 2022년 6월~: 더불어민주당 제주특별자치도당 제주시 을 지역위원회 위원장
- 2022년 10월: 더불어민주당 정책위원회 상임부의장
- 2023년 5월~2023년 9월: 더불어민주당 원내대변인
- 2023년 9월~2024년 5월: 더불어민주당 원내부대표
- 2024년 4월 10일: 대한민국 제22대 국회의원 선거 당선(제주 제주시 을, 더불어민주당, 재선)
- 2024년 7월~: 더불어민주당 정책위원회 여성가족 정책조정위원장
- 2024년 7월~: 더불어민주당 제주특별자치도당 위원장

### 의정 활동
- 2022년 6월 2일~2024년 5월 29일: 제21대 국회의원(제주 제주시 을, 더불어민주당, 초선)[6]
  - 2022년 7월~2024년 5월: 제21대 국회 후반기 정무위원회 위원
  - 2022년 7월~2024년 5월: 제21대 국회 후반기 여성가족위원회 위원
  - 2022년 7월~2023년 5월: 제21대 국회 후반기 예산결산특별위원회 위원
  - 2023년 3월~2024년 5월: 제21대 국회 인구위기 특별위원회 위원
  - 2023년 10월~2024년 5월: 제21대 국회 후반기 국회운영위원회 위원
- 2024년 5월 30일~: 제22대 국회의원(제주 제주시 을, 더불어민주당, 재선)
  - 2024년 6월~: 제22대 국회 전반기 산업통상자원중소벤처기업위원회 위원
  - 2024년 6월~2024년 7월: 제22대 국회 전반기 여성가족위원회 위원
  - 2024년 7월~: 제22대 국회 전반기 여성가족위원회 간사
  - 2025년 6월~: 제22대 국회 전반기 예산결산특별위원회 위원

## 가족
- 배우자 장보은(張輔恩, 1980년 1월 18일~): 한영외국어고등학교 및 서울대학교 법학과 출신이다. 같은 대학교 대학원에서 석사 과정을 수료하고 민사법(민법) 전공으로 법학 박사 학위를 받았다.[7] 제45회 사법시험에 합격하고 사법연수원 제35기를 마친 후 2006년에 김앤장 법률사무소에 입사하였으며, 2008년 5월에 명동성당에서 결혼하였다[8]. 미국 하버드 대학교 로스쿨 법학석사(LL.M), 뉴욕주 변호사 자격 취득 등의 경력은 남편 김한규와 같다. 현재 한국외국어대학교 법학전문대학원 부교수로 재직하고 있다.

## 방송 출연
| 연도                  | 방송사   | 제목                              | 담당           | 비고                     |
| --------------------- | -------- | --------------------------------- | -------------- | ------------------------ |
| 2020년 5월 20일       | tvN      | 유 퀴즈 온 더 블럭(유퀴즈) 제55회 | 세 번째 참가자 | 부부(김한규·장보은) 출연 |
| 2020년 6월~8월        | SBS Plus | 이철희의 타짜                     | 고정 패널      |                          |
| 2020년 9월~2021년 6월 | TBS FM   | 뉴스공장                          | 고정 패널      | 해뜰날 클럽 코너         |
| 2021년 6월(1개월)     | MBC      | 2시 뉴스외전                      | 고정 패널      | 정치 '맞수다' 코너       |

## 저서
| 출간            | 제목                                                   | 출판사       |
| --------------- | ------------------------------------------------------ | ------------ |
| 2020년 1월 10일 | 김한규의 특별한 뉴스 브리핑 - 더 나은 세상을 만드는 법 | 한국경제신문 |

## 역대 선거 결과
|  | 33.57% |

|  | 49.41% |

|  | 64.64% |

## 소속 정당
| 소속 정당 | 소속 정당    | 소속 기간 | 비고      |
| --------- | ------------ | --------- | --------- |
|           | 더불어민주당 | 2018~2021 | 정계 입문 |
|           | 무소속       | 2021~2022 | 탈당      |
|           | 더불어민주당 | 2022~현재 | 복당      |

## 같이 보기
- 제주시 을
- 제주시의 국회의원